# Alt Krenzlin
Alt Krenzlin ist eine Gemeinde im Landkreis Ludwigslust-Parchim in Mecklenburg-Vorpommern (Deutschland). Sie wird vom Amt Ludwigslust-Land mit Sitz in der nicht amtsangehörigen Stadt Ludwigslust verwaltet.

## Geografie
Alt Krenzlin liegt in der Griesen Gegend, einem waldreichen Gebiet zwischen den Flüssen Sude, Elde und Elbe. Im Südosten des Gemeindegebietes fließen der Ludwigsluster Kanal und die Rögnitz.
Umgeben wird Alt Krenzlin von den Nachbargemeinden Groß Krams, Bresegard bei Picher und Picher im Norden, Ludwigslust im Nordosten und Südosten, Göhlen im Osten und Süden sowie Belsch im Westen.
Zur Gemeinde Alt Krenzlin gehören die Ortsteile Alt Krenzlin, Neu Krenzlin, Klein Krams mit Klein Krams Ausbau, Krenzliner Hütte und Loosen.

## Geschichte

### Urkundliche Ersterwähnungen
- Alt Krenzlin – 1369 als Kresczelyn
- Neu Krenzlin – 1534 als Newen Crentzelein
- Loosen – 1363 als Losen
- Klein Krams – 1431 als Crampetze
- Klein Krams Ausbau – 1850
- Krenzliner Hütte – 1743

### Neu Krenzlin
Im Ortsteil Neu Krenzlin befand sich auf dem heutigen Gutshof ein Rittergut einer Familie von Penz mit Sitz in Redefin. 1706 wurde dieses Gut an die herzogliche Kammer des Herzogtums Mecklenburg[-Schwerin] verkauft und seitdem als Pachtgut betrieben.

### Krenzliner Hütte
Von Neu Krenzlin aus wurde 1743 auf dem Klein Kramser Torfmoor eine Torf-Glashütte errichtet. Das Herzogtum ließ hier Häuser für die Glasmacher errichten. Damit wurde die Grundlage für die Entstehung des Büdnerdorfes Krenzliner Hütte gelegt. Im Jahre 1779 wurden die Glashütte aufgegeben und die Glasmacherwohnungen meistbietend zu Büdnerrecht verkauft. Von der Glashütte ist bis auf den Orts- und Flurnamen der Glasschmelze nichts mehr erhalten.

### Eingemeindungen
Am 1. Juli 1950 wurden die bis dahin eigenständigen Gemeinden Klein Krams und Neu Krenzlin im Zuge einer Verwaltungsreform in die Gemeinde Alt Krenzlin eingegliedert. 1973 trat die Ortschaft Loosen der Gemeinde Alt Krenzlin bei. Durch die zentrale Lage war Krenzliner Hütte der Verwaltungsmittelpunkt der Gemeinde. Heute befinden sich in Krenzliner Hütte das Bürgerbüro und der Bauhof der Gemeinde Alt Krenzlin.

## Politik

### Gemeindevertretung und Bürgermeister
Der Gemeinderat besteht (inkl. Bürgermeisterin) aus 8 Mitgliedern. Die Wahl zum Gemeinderat am 26. Mai 2019 hatte folgende Ergebnisse:
| Partei/Bewerber                     | Prozent | Sitze |
| ----------------------------------- | ------- | ----- |
| Wählergruppe Loosen                 | 31,45   | 2     |
| Wählergruppe Alt Krenzlin           | 25,60   | 2     |
| Wählergemeinschaft Klein Krams 2019 | 19,75   | 2     |
| Wählergruppe Neu Krenzlin           | 11,78   | 1     |
| Wählergruppe Krenzliner Hütte       | 11,42   | 1     |

Bürgermeisterin der Gemeinde ist Sybilla Meyer-Kropp, sie wurde mit 53,72 % der Stimmen gewählt.

### Dienstsiegel
Die Gemeinde verfügt über kein amtlich genehmigtes Hoheitszeichen, weder Wappen noch Flagge. Als Dienstsiegel wird das kleine Landessiegel mit dem Wappenbild des Landesteils Mecklenburg geführt. Es zeigt einen hersehenden Stierkopf mit abgerissenem Halsfell und Krone und der Umschrift „• GEMEINDE ALT KRENZLIN • LANDKREIS LUDWIGSLUST-PARCHIM“.

## Sehenswürdigkeiten

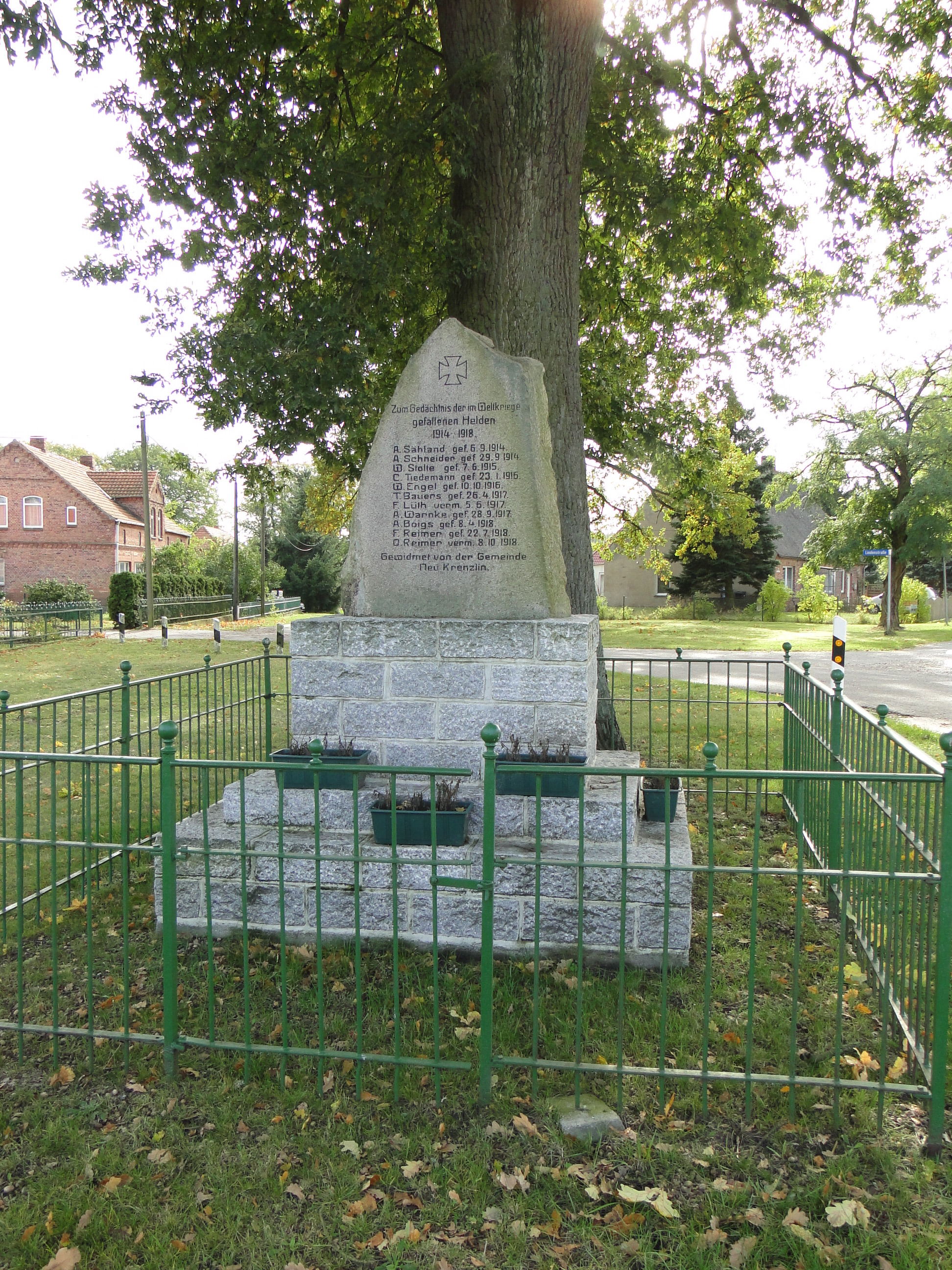
Gefallenendenkmal des Ersten Weltkriegs

Gutshof in Neu Krenzlin: 1945 wurden nach der Bodenreform die Nebengebäude des Gutshauses zur Unterbringung von Flüchtlingen genutzt. Im Herbst 1945 wurde im Gutshaus ein Altenheim als „Feierabendheim“ eingerichtet. 2001 entstand auf dem Gutshof ein Alten- und Pflegeheim. Das alte Gutshaus wurde bis 2004 zu einer Seniorenresidenz umgebaut.

## Verkehr
Durch den Norden des Gemeindegebietes führt das Teilstück der Bundesstraße 5 von Ludwigslust nach Boizenburg/Elbe. Die nächstgelegenen größeren Städte sind Ludwigslust in 13 und Hagenow 14 Kilometern Entfernung. Von diesen Orten besteht Bahn- und Autobahnanschluss (A 24 Berlin–Hamburg).